# Igor Polianski
Igor Polianski (Novosibirsk, Unión Soviética, 20 de marzo de 1967) es un nadador soviético retirado especializado en pruebas de estilo espalda, donde consiguió ser campeón olímpico en 1988 en los 200 metros.

## Carrera deportiva
En los Juegos Olímpicos de Seúl 1988 ganó la medalla de oro en los 200 metros espalda, con un tiempo de 1:59.37 segundos, por delante del alemán Frank Baltrusch y del neozelandés Paul Kingsman; además ganó dos medallas de bronce: en 100 metros espalda —con un tiempo de 55.20 segundos, tras el japonés Daichi Suzuki y el estadounidense David Berkoff— y en relevos de 4x100 metros estilos tras Estados Unidos (oro) y Canadá (plata).